# Rudy (Arkansas)
Rudy es un pueblo ubicado en el condado de Crawford en el estado estadounidense de Arkansas. En el Censo de 2010 tenía una población de 61 habitantes y una densidad poblacional de 379,87 personas por km².

## Geografía
Rudy se encuentra ubicado en las coordenadas 35°31′39″N 94°16′13″O / 35.52750, -94.27028. Según la Oficina del Censo de los Estados Unidos, Rudy tiene una superficie total de 0.16 km², de la cual 0.16 km² corresponden a tierra firme y (0%) 0 km² es agua.

## Demografía
Según el censo de 2010, había 61 personas residiendo en Rudy. La densidad de población era de 379,87 hab./km². De los 61 habitantes, Rudy estaba compuesto por el 93.44% blancos, el 0% eran afroamericanos, el 0% eran amerindios, el 0% eran asiáticos, el 0% eran isleños del Pacífico, el 6.56% eran de otras razas y el 0% pertenecían a dos o más razas. Del total de la población el 6.56% eran hispanos o latinos de cualquier raza.